# Gerhard Hendrik Kruseman Aretz
Gerhard Hendrik Kruseman Aretz (Zwolle, 28 maart 1773 – Nijmegen, 25 juni 1818) was een Nederlandse kunstschilder.
Aretz werd geboren in Zwolle als zoon van Johan M. Aretz en Elisabeth F. Moter. Hij voegde Kruseman aan zijn naam toe nadat zijn moeder een tweede huwelijk had gesloten met Jan Adam Kruseman (1745-1809), de grootvader van de kunstschilders Jan Adam Kruseman (1804-1862) en Fredrik Marinus Kruseman (1816-1882). Vanaf 1796 woonde en werkte hij in Nijmegen. Hij gaf daar tekenles, maar bezat ook een verffabriek.
Voordat de in die stad aan de Waal gelegen Valkhofburcht in 1796 definitief gesloopt werd, maakte hij er in opdracht van de slopers een serie tekeningen van. Deze tekeningen bevinden zich in het museum Het Valkhof te Nijmegen en waren te zien tijdens de tentoonstelling Het Valkhof en de vroegste geschiedenis van de stad Nijmegen, gehouden in het Nijmeegs Museum Commanderie van Sint-Jan van 11 oktober t/m 30 november 1980.